# Bucey-lès-Gy
Bucey-lès-Gy és un municipi francès situat al departament de l'Alt Saona i a la regió de Borgonya - Franc Comtat. L'any 2007 tenia 643 habitants.

## Demografia

### Població
El 2007 la població de fet de Bucey-lès-Gy era de 643 persones. Hi havia 268 famílies, de les quals 84 eren unipersonals (28 homes vivint sols i 56 dones vivint soles), 84 parelles sense fills, 84 parelles amb fills i 16 famílies monoparentals amb fills.
La població ha evolucionat segons el següent gràfic:
Habitants censats

### Habitatges
El 2007 hi havia 325 habitatges, 270 eren l'habitatge principal de la família, 21 eren segones residències i 34 estaven desocupats. 276 eren cases i 49 eren apartaments. Dels 270 habitatges principals, 203 estaven ocupats pels seus propietaris, 61 estaven llogats i ocupats pels llogaters i 6 estaven cedits a títol gratuït; 2 tenien una cambra, 16 en tenien dues, 44 en tenien tres, 62 en tenien quatre i 146 en tenien cinc o més. 209 habitatges disposaven pel capbaix d'una plaça de pàrquing. A 116 habitatges hi havia un automòbil i a 112 n'hi havia dos o més.

### Piràmide de població
La piràmide de població per edats i sexe el 2009 era:
| Homes | Edats   | Dones |
| ----- | ------- | ----- |
| 0     | 95 o +  | 0     |
| 0     | 90 a 94 | 0     |
| 8     | 85 a 89 | 20    |
| 4     | 80 a 84 | 4     |
| 12    | 75 a 79 | 32    |
| 8     | 70 a 74 | 4     |
| 4     | 65 a 69 | 8     |
| 16    | 60 a 64 | 16    |
| 24    | 55 a 59 | 12    |
| 36    | 50 a 54 | 28    |
| 28    | 45 a 49 | 12    |
| 20    | 40 a 44 | 20    |
| 28    | 35 a 39 | 4     |
| 12    | 30 a 34 | 36    |
| 12    | 25 a 29 | 20    |
| 16    | 20 a 24 | 20    |
| 20    | 15 a 19 | 28    |
| 12    | 10 a 14 | 24    |
| 24    | 5 a 9   | 8     |
| 12    | 0 a 4   | 28    |

## Economia
El 2007 la població en edat de treballar era de 403 persones, 301 eren actives i 102 eren inactives. De les 301 persones actives 274 estaven ocupades (151 homes i 123 dones) i 27 estaven aturades (12 homes i 15 dones). De les 102 persones inactives 35 estaven jubilades, 32 estaven estudiant i 35 estaven classificades com a «altres inactius».

### Ingressos
El 2009 a Bucey-lès-Gy hi havia 278 unitats fiscals que integraven 658 persones, la mediana anual d'ingressos fiscals per persona era de 16.067 €.

### Activitats econòmiques
Dels 32 establiments que hi havia el 2007, 1 era d'una empresa extractiva, 1 d'una empresa alimentària, 1 d'una empresa de fabricació de material elèctric, 1 d'una empresa de fabricació d'altres productes industrials, 6 d'empreses de construcció, 9 d'empreses de comerç i reparació d'automòbils, 3 d'empreses de transport, 2 d'empreses d'hostatgeria i restauració, 2 d'empreses financeres, 2 d'empreses immobiliàries, 1 d'una entitat de l'administració pública i 3 d'empreses classificades com a «altres activitats de serveis».
Dels 13 establiments de servei als particulars que hi havia el 2009, 1 era una oficina de correu, 1 funerària, 2 tallers de reparació d'automòbils i de material agrícola, 1 paleta, 4 fusteries, 1 lampisteria, 1 perruqueria i 2 restaurants.
Dels 2 establiments comercials que hi havia el 2009, 1 era un hipermercat i 1 una botiga de menys de 120 m².
L'any 2000 a Bucey-lès-Gy hi havia 17 explotacions agrícoles que ocupaven un total de 660 hectàrees.

## Equipaments sanitaris i escolars
El 2009 hi havia una escola elemental.

## Poblacions més properes
El següent diagrama mostra les poblacions més properes.